# Mavournee Hazel
Mavournee Hazel es una actriz australiana conocida por haber interpretado a Piper Willis en la serie Neighbours.

## Biografía
Tiene una hermana mayor llamada Chyna.

## Carrera
En el 2015 apareció como personaje recurrente en la miniserie Catching Milat donde interpretó a Caroline Clarke, una mochilera británica y una de las víctimas del asesino en serie Ivan Milat (Malcolm Kennard).
El 16 de septiembre de 2015 se unió al elenco principal de la popular serie australiana Neighbours donde interpretó a Piper Willis, la hija menor de Brad Willis y Terese Willis, hasta el 3 de abril del 2019 después de que su personaje decidiera mudarse a Adelaide con Tyler Brennan (Travis Burns). Su personaje fue introducido en la serie por primera vez el 16 de septiembre del mismo año durante cuatro webisodios especiales conocidos como "Hey Piper".
En julio del 2019 se anunció que se había unido al elenco de la serie Halifax: Retribution.

## Vida personal
En 2019, Hazel salió del armario como demisexual.

## Filmografía[7]

### Series de televisión
| Año             | Título                      | Personaje       | Notas                   |
| --------------- | --------------------------- | --------------- | ----------------------- |
| 2019 - presente | Halifax: Retribution        | -               |                         |
| 2015 - 2019     | Neighbours                  | Piper Willis    | 466 episodios           |
| 2016 - 2018     | Neighbours: Pipe Up         | Piper Willis    | 52 episodios            |
| 2017            | Neighbours vs. Time Travel  | Piper Willis    | 3 episodios             |
| 2016            | Neighbours: Summer Stories  | Piper Willis    | 2 episodios             |
| 2015            | Catching Milat              | Caroline Clarke | 2 episodios - miniserie |
| 2014            | Sam Fox: Extreme Adventures | Piper Willis    | -                       |

### Películas
| Año  | Título | Personaje | Notas                                                                   |
| ---- | ------ | --------- | ----------------------------------------------------------------------- |
| 2015 | Servo  | Jess      | corto - junto a Lucas Pittaway, Darcy Crouch, Sam Calleja y Sam Dugmore |